# Pontiac (Michigan)
Pontiac és una ciutat de l'estat del Michigan dels Estats Units d'Amèrica. Forma part del Comtat d'Oakland i és la ciutat més gran del comtat. Segons el cens del 2010, té una població de 60.175 habitants.
La ciutat fou fundada el 1818 i va rebre el nom en honor de Pontiac, cabdill amerindi dels odawa. És probablement coneguda per ser la seu d'una de les principals plantes de fabricació de General Motors en les quals es produeixen els automòbils Pontiac. En aquesta ciutat se situa l'estadi Pontiac Silverdome, seu de la Copa Mundial de Futbol de 1994 i de la Super Bowl XVI entre els San Francisco 49ers i Cincinnati Bengals.